# Svatopluk Čech
Svatopluk Čech (ur. 21 lutego 1846 w Ostředku, zm. 23 lutego 1908 w Pradze) – czeski pisarz, poeta i dziennikarz.

## Życiorys
Urodził się w Ostředku koło Benešova. Ukończył gimnazjum w Pradze, a następnie studia prawnicze. W latach 1873 i 1876–1879 prowadził praktykę adwokacką. Zajmował się jednak głównie dziennikarstwem, pisując do takich czasopism, jak Květy, Lumír i Světozor. Był orędownikiem idei słowianofilskich i niepodległościowych.
Jego pierwszy poemat Husita na Baltu, mówiący o wojnach husyckich, opublikował w almanachu Ruch. Podobną tematyką charakteryzuje się epos historyczny Adamité (Adamici), który opisuje jeden z ruchów religijnych tamtego okresu. Najważniejszym dziełem lirycznym poety jest cykl Pieśni niewolnika. 
Jego najbardziej znanym dziełem są trzy powieści fantastyczne Výlety pana Broučka (Wyprawy pana Broučka), które opisują podróże bohatera na Księżyc i do XV wieku. Leoš Janáček wykorzystał je jako podstawę libretta do swej opery pod tym samym tytułem.
Poemat Lešetínský kovář był zakazany przez austriacką cenzurę. Pierwsze wydanie zostało skonfiskowane. Utwór ukazał się w Czechach powtórnie w okrojonej wersji.
Imię Svatopluka Čecha nosi jeden z mostów w Pradze.

## Twórczość
- Husita na Baltu (1868)
- Adamité (1873)
- Čerkes (Čech) (1875)
- Václav z Michalovic (1880)
- Lešetínský kovář (1883)
- Pieśni niewolnika (Písně otroka, 1895)
- Výlety pana Broučka (Wyprawy pana Broučka)